# John Kessel
Pour les articles homonymes, voir Kessel.
Œuvres principales
- Bonnes nouvelles de l'espace
- Orgueil et Prométhée
- L'Amour au temps des dinosaures

John Kessel, né le 24 septembre 1950 à Buffalo dans l'État de New York, est un écrivain américain de science-fiction. 

## Distinctions
John Kessel a obtenu le prix Theodore-Sturgeon en 1992 pour Buffalo ainsi que le prix Nebula de la meilleure nouvelle longue 2008 pour Orgueil et Prométhée. 
Il a de plus été plusieurs fois nommé au prix World Fantasy : en 1993 pour Meeting in Infinity, en 1999 pour Every Angel is Terrifying et en 2009 pour Orgueil et Prométhée.

## Ouvrages

### Romans
- Bonnes nouvelles de l'espace, 1994 ((en) Good News From Outer Space, 1989)
- L'Amour au temps des dinosaures, 2002 ((en) Corrupting Dr. Nice, 1997)
- (en) Every Angel is Terrifying, 1999
- (en) The Moon and the Other, 2017
- (en) Pride and Prometheus, 2018
- (en) The Dark Ride, 2021

### Recueil de nouvelles
- (en) Meeting in Infinity, 1992
- (fr) Lune et l'autre, 2008
  - Le Genévrier, 2008 ((en) The Juniper Tree, 2000)
  - Histoires pour hommes, 2008 ((en) Stories for Men, 2002)
  - Sous l'arbre à goûter, 2008 ((en) Under the Lunchbox Tree, 2003)
  - Sous le soleil ou le rocher, 2008 ((en) Sunlight or Rock, 2006)
- (en) The Presidential Papers, 2024

## Nouvelles
- L'Ami, 1985 ((en) Friend, 1984)Écrit avec James Patrick Kelly.
- Envahisseurs, 1999 ((en) Invaders, 1990)
- Le Miracle d'Ivar Avenue, 2000 ((en) The Miracle of Ivar Avenue, 1996)
- 90 % de tout, 2008 ((en) Ninety Percent of Everything, 1999)Écrit avec James Patrick Kelly et Jonathan Lethem.
- Orgueil et Prométhée, 2009 ((en) Pride and Prometheus, 2009)Prix Nebula de la meilleure nouvelle longue 2008